# Marlon Broomes
Marlon Charles Broomes (Birmingham, 28 novembre 1977) è un ex calciatore inglese, di ruolo difensore.

## Caratteristiche tecniche
Era un difensore centrale.

## Carriera

### Club
Firma il suo primo contratto professionistico nel 1994 con il Blackburn, club della prima divisione inglese, con cui comunque per due stagioni gioca solamente nelle giovanili; viene aggregato alla prima squadra per la stagione 1996-1997, nella quale comunque di fatto non gioca nessuna partita ufficiale; il 22 gennaio 1997 viene ceduto in prestito per due mesi allo Swindon Town, in seconda divisione: qui fa il suo esordio tra i professionisti, giocando 12 partite di campionato e segnando anche la sua prima rete in carriera, in una vittoria casalinga per 3-1 contro il Birmingham City. Terminato il prestito fa ritorno al Blackburn, con cui nella stagione 1997-1998 all'età di 20 anni esordisce in prima divisione, giocandovi 4 partite. Nella stagione 1998-1999, terminata con la retrocessione in seconda divisione del club, gioca con maggiore continuità, facendo registrare 13 presenze, numero che replica (questa volta però in seconda divisione) anche nella stagione 1999-2000, nella quale segna peraltro anche il suo primo (ed unico) gol in partite ufficiali con il Blackburn. Nella stagione 2000-2001, invece, dopo un'ultima presenza in seconda divisione con il Blackburn viene ceduto in prestito per un mese al QPR, con cui gioca altre 5 partite in questa categoria. Dal novembre del 2000 al termine della stagione è poi nuovamente in rosa al Blackburn, con cui conquista una promozione in prima divisione, giocando però solamente 2 ulteriori partite ufficiali (entrambe in Coppa di Lega).
All'inizio della stagione 2001-2002 viene ceduto in prestito per tre mesi al Grimsby Town, con cui gioca 15 partite in seconda divisione, alle quali aggiunge 3 presenze e 2 reti (contro Sheffield Utd e Liverpool) in Coppa di Lega; terminato il prestito, il Blackburn il 13 dicembre 2001 lo cede a titolo definitivo allo Sheffield Weds: qui Broomes conclude la stagione 2001-2002 giocando ulteriori 19 partite nel campionato di seconda divisione.
Nell'estate del 2002 passa al Preston N.E., altro club di seconda divisione, con cui firma un contratto triennale: rimane ai Lilyhwhites per tutta la durata del contratto stesso, giocando rispettivamente 28, 30 e 11 partite nei tre campionati di seconda divisione a cui prende parte. Nell'estate del 2005 passa in uno scambio con Lewis Neal allo Stoke City, sempre in seconda divisione, dove firma un altro contratto triennale. Qui, nella stagione 2005-2006 gioca 42 partite di campionato, segnandovi anche 2 reti; all'inizio della stagione 2006-2007 si rompe però il tendine d'Achille: finisce per saltare l'intera annata, tornando in campo (sia pure in amichevole) solamente il 10 agosto 2007. Comunque, anche nel corso della stagione 2007-2008 (conclusasi tra l'altro con la promozione in prima divisione delle Potteries) non scende mai in campo in partite ufficiali, venendo svincolato a fine stagione.
Il 1º luglio 2008 firma un contratto annuale con opzione per una seconda stagione con il Blackpool, club di seconda divisione: dopo una sola presenza (tra l'altro subentrando dalla panchina), il 26 gennaio 2009 passa in prestito per un mese al Crewe Alexandra, in terza divisione. Il 23 febbraio il prestito viene poi prolungato per un ulteriore mese, salvo poi l'8 marzo dopo complessive 8 partite di campionato disputate venire interrotto in quanto il Blackpool a causa dell'accavallarsi di squalifiche ed infortuni necessitava di Broomes per avere dei giocatori in panchina nella partita del 7 marzo 2009 contro il Norwich City (poi vinta 1-0); dopo un'ulteriore apparizione in panchina con il Blackpool, viene comunque rimandato in prestito al Crewe (questa volta direttamente fino a fine stagione), dove gioca altre 8 partite in terza divisione. Nell'estate del 2009, rimasto svincolato, si accasa in terza divisione al Tranmere: qui segna un gol in 31 partite nella stagione 2009-2010 e gioca ulteriori 5 partite nella stagione 2010-2011, la sua ultima da professionista. Gioca poi in realtà per un'ultima stagione (la 2011-2012) con i semiprofessionisti di Clitheroe ed Altrincham, militanti rispettivamente in Northern Premier League (settima divisione) ed in Conference North (sesta divisione).
In carriera ha totalizzato complessivamente 244 presenze e 5 reti nei campionati della Football League (tutte tra la prima e la terza divisione).

### Nazionale
Nel 1997 ha partecipato ai Mondiali Under-20, nei quali ha giocato 2 partite; sempre nel medesimo anno ha anche giocato 2 partite nella nazionale inglese Under-21.